# Кеті Мей
Кеті Мей Фріц (англ. Kathy May Fritz, нар. 18 червня 1956) — колишня американська професійна тенісистка. 
Досягла трьох чвертьфіналів Великого шолома, здобула сім одиночних та чотири парні титули туру WTA.
Найвищу одиночну позицію світового рейтингу — 10 місце досягла 3 липня 1977 року.

## Фінали Туру WTA

### Одиночний розряд: 7 (7–0)
| Перемога - Легенда               |
| -------------------------------- |
| Турніри Великого шолома (0–0)    |
| Турніри туру WTA (0–0)           |
| Virginia Slims, Avon, інші (7–0) |

| Титули за покриттям |
| ------------------- |
| Тверде (3–0)        |
| Трава (1–0)         |
| Ґрунт (3–0)         |
| Килим (0–0)         |

| Результат | Ранг | Дата            | Турнір                 | Покриття | Опонент         | Рахунок       |
| --------- | ---- | --------------- | ---------------------- | -------- | --------------- | ------------- |
| Перемога  | 1.   | 17 вересня 1973 | Los Angeles            | Тверде   | Лі Антонопліс   | 5–7, 6–1, 6–2 |
| Перемога  | 2.   | 22 квітня 1974  | Ojai Tennis Tournament | Тверде   | Susan Hagey     | 2–6, 6–0, 6–1 |
| Перемога  | 3.   | 6 травня 1974   | Лос-Анджелес           | Тверде   | Lindsay Morse   | 6–4, 7–6      |
| Перемога  | 4.   | 19 серпня 1974  | Haverford              | Трава    | Барбара Джордан | 6–3, 7–5      |
| Перемога  | 5.   | 17 березня 1975 | Пенсакола              | Ґрунт    | Ілана Клосс     | 5–7, 6–4, 7–6 |
| Перемога  | 6.   | 19 січня 1976   | Форт-Маєрс             | Ґрунт    | Енн Кійомура    | 5–7, 6–3, 6–1 |
| Перемога  | 7.   | 8 вересня 1976  | Індіанаполіс           | Ґрунт    | Брігітт Куйперс | 6–4, 4–6, 6–2 |

### Парний розряд: 7 (4–3)
| Перемога - Легенда                |
| --------------------------------- |
| Турніри Великого шолома (0–0)     |
| Турніри WTA Tour (0–0)            |
| Virginia Slims, Avon, Other (4–3) |

| Титули за покриттям |
| ------------------- |
| Тверде (3–2)        |
| Трава (0–0)         |
| Ґрунт (1–1)         |
| Килим (0–0)         |

| Результат | Ранг | Дата              | Турнір                   | Покриття   | Партнер            | Опоненти                        | Рахунок       |
| --------- | ---- | ----------------- | ------------------------ | ---------- | ------------------ | ------------------------------- | ------------- |
| Перемога  | 1.   | 7 травня 1973     | Лос-Анджелес             | Тверде     | Маріта Редондо     | Lindsay Morse Jean Nachand      | 6–4, 6–0      |
| Перемога  | 2.   | 17 вересня 1973   | Los Angeles              | Тверде     | Маріта Редондо     | Лорі Тенні Робін Тенні          | 6–3, 7–5      |
| Поразка   | 1.   | 6 травня 1974     | Лос-Анджелес             | Тверде     | Марікає Крістенсон | Лі Антонопліс Susan Hagey       | 6–3, 6–4      |
| Перемога  | 3.   | 8 липня 1974      | Ралі (Північна Кароліна) | Ґрунт      | Rayni Fox          | Lindsay Morse Джоанн Расселл    | 5–7, 6–4, 6–2 |
| Перемога  | 4.   | 16 вересня 1974   | Los Angeles              | Тверде     | Susan Hagey        | Dodo Cheney Синітія-Енн Томас   | 6–2, 6–4      |
| Поразка   | 2.   | 18 серпня 1975    | South Orange             | Ґрунт      | Kathleen Harter    | Крістін Шоу Грір Стівенс        | w/o           |
| Поразка   | 3.   | 21 листопада 1978 | Japan Open (теніс)       | Тверде (i) | Трейсі Остін       | Мартіна Навратілова Бетті Стеве | 6–4, 6–7, 3–6 |

## Досягнення на турнірах Великого шолома
| Турнір                                 | 1973  | 1974  | 1975  | 1976  | 1977  | 1977  | 1978  | 1979  | 1980  | Career SR |
| -------------------------------------- | ----- | ----- | ----- | ----- | ----- | ----- | ----- | ----- | ----- | --------- |
| Відкритий чемпіонат Австралії з тенісу |       |       |       |       |       |       |       |       |       | 0 / 0     |
| Відкритий чемпіонат Франції з тенісу   |       |       |       | 3р    | ЧФ    | ЧФ    | ЧФ    | 2р    |       | 0 / 4     |
| Вімблдонський турнір                   |       | 2р    | 3р    | 2р    | 2р    | 2р    | 3р    | 3р    | 2р    | 0 / 7     |
| Відкритий чемпіонат США з тенісу       | 1р    |       | 3р    | 2р    | 1р    | 1р    | ЧФ    | 2р    | 2р    | 0 / 7     |
| SR                                     | 0 / 1 | 0 / 1 | 0 / 2 | 0 / 3 | 0 / 3 | 0 / 3 | 0 / 3 | 0 / 3 | 0 / 2 | 0 / 18    |
| Рейтинг на кінець року                 |       |       | 57    | 19    | 21    | 21    | 15    | 19    | 130   |           |